# Isoperla andreinii
Isoperla andreinii és una espècie d'insecte plecòpter pertanyent a la família dels perlòdids.

## Hàbitat
En el seu estadi immadur és aquàtic i viu a l'aigua dolça, mentre que com a adult és terrestre i volador (de l'abril al maig).

## Distribució geogràfica
Es troba a Europa: Itàlia.